# Oxyprora
Oxyprora is een geslacht van rechtvleugeligen uit de familie sabelsprinkhanen (Tettigoniidae). De wetenschappelijke naam van dit geslacht is voor het eerst geldig gepubliceerd in 1873 door Stål.

## Soorten
Het geslacht Oxyprora omvat de volgende soorten:
- Oxyprora acanthoceras Haan, 1842
- Oxyprora acuminata Linnaeus, 1758
- Oxyprora ascendens Walker, 1869
- Oxyprora curvirostris Redtenbacher, 1891
- Oxyprora flavicornis Redtenbacher, 1891
- Oxyprora gladiatrix Piza, 1980
- Oxyprora rostrata Redtenbacher, 1891
- Oxyprora surinamensis Redtenbacher, 1891